# Mieczysław Kalinowski
Mieczysław Kalinowski, ps. „Skrucha”, „Grzegorz”, „Żelazny”, „Aleksander Kruszyński”, „Klonowicz”, „Jan Kowalski”, „Marian”, Fred (ur. 31 grudnia 1907 w Warszawie, zm. 12 października 1943 pod Lenino) – oficer Wojska Polskiego, uczestnik II wojny światowej, kawaler Orderu Virtuti Militari.

## Życiorys
Urodził się w wielodzietnej rodzinie szewca Jana Kalinowskiego, członka PPS-Lewicy i SDKPiL. W 1925 ukończył warszawskie gimnazjum. Członek Związku Młodzieży Komunistycznej (ZMK), w 1930 przemianowanego na KZMP. Sekretarz Komitetu Dzielnicowego (KD) ZMK na Powiślu, następnie Komitetu Warszawskiego, a od 1929 Komitetu Centralnego (KC) KZM. Za działalność komunistyczną wielokrotnie aresztowany i więziony przez władze sanacyjne. Podczas pobytu na Pawiaku ułożył słowa do pieśni „Nie masz, bracie, jak w komunie”, będącej nieoficjalnym hymnem ZMK. Służbę wojskową odbył w Modlinie. Uczestnik (wraz z Lucjanem Szenwaldem) Międzynarodowego Kongresu Młodzieży w Brukseli w marcu 1936. W latach 1937–1938 był członkiem Sekretariatu KC Komunistycznego Związku Młodzieży Zachodniej Ukrainy. Uczestnik kampanii wrześniowej, walczył w obronie twierdzy Modlin, gdzie został ranny i wzięty do niewoli, skąd zbiegł. W latach 1939–1941 mieszkał we Lwowie, gdzie był przewodniczącym Komitetu Fabrycznego w fabryce trykotarzy. Współpracował z „Czerwonym Sztandarem”. Od września 1941 do maja 1943 przebywał w Kutaisi, gdzie był robotnikiem w fabryce chemicznej. Wezwany przez Zarząd Główny ZPP, organizował Dywizję Kościuszkowską, w której został zastępcą do spraw polityczno-wychowawczych dowódcy 1 dywizjonu armat przeciwpancernych. 15 sierpnia 1943 mianowany porucznikiem. W bitwie pod Lenino został śmiertelnie ranny. 

## Ordery i odznaczenia
- Krzyż Srebrny Orderu Virtuti Militari
- Order Wojny Ojczyźnianej (ZSRR)

## Upamiętnienie
Lucjan Szenwald poświęcił mu wiersz: Elegia na śmierć Mieczysława Kalinowskiego.
W 1953 roku Poczta Polska z okazji 10-lecia Ludowego Wojska Polskiego wydała znaczek pocztowy z podobizną Mieczysława Kalinowskiego (w obiegu od 10 października 1953).
W okresie Polski Ludowej był patronem Wyższej Szkoły Oficerskiej Wojsk Obrony Przeciwlotniczej w Koszalinie.